# 松林蓼
松林蓼（学名：Polygonum pinetorum）为蓼科蓼属下的一个种。

## 扩展阅读
- 維基物種上的相關：松林蓼